# Шарлотта Бонапарт
Шарлотта Наполеон Бонапарт (фр. Charlotte Napoléone Bonaparte 1802, Париж — 1839, Сарцана) — французька принцеса з роду Бонапарт, племінниця імператора Наполеона I Бонапарта, дочка Жозефа Бонапарта, короля Неаполя (1805—1808) та Іспанії (1808—1813).

## Біографія
Шарлотта була однією з двох доньок старшого брата імператора Франції Наполеона I, Жозефа Бонапарта, і його дружини Жюлі Кларі (сестри шведської королеви Дезіре Кларі). Її батько Жозеф Бонапарт став, завдяки Наполеону I, спочатку королем Неаполітанським, а потім — королем Іспанії. Шарлотта була некрасива і мала криве плече, але відрізнялася розумом. В юності, в Парижі вивчала живопис і літографію.
Після того, як в 1813 році батько Шарлотти, Жозеф Бонапарт був повалений з іспанського престолу, вся їхня сім'я виїхала до Америки. У США Жозеф купив великий маєток «Пойнт-Бриз» на річці Делавер поблизу Бордентауна в штаті Нью-Джерсі . Маєток складався з величезного парку з палацом, прикрашеним численними творами мистецтва, у тому числі полотнами Тиціана і Рубенса. Шарлотта, яка носила в цей час титул графині де Сурвільє, знову почала писати картини, переважно портрети та пейзажі. Ці роботи неодноразово виставлялися в Пенсильванській академії вишуканих мистецтв.
У 1821 році мати Жерома Бонапарта хотіла одружити сина на принцесі Шарлотті. Для знайомства з нареченою він навіть їздив в Америку, але шлюб не відбувся. Однією їх причин цього було величезне придане, яке вимагала мадам Петтерсон-Бонапарт. 1824 року Шарлотта повернулася до Європи, де 23 липня 1826 роки вийшла заміж за іншого свого двоюрідного брата, Наполеона Луї Бонапарта (1804—1831), сина брата імператора, Луї Бонапарта і Гортензії Богарне. Дітей у шлюбі не було.
Після смерті чоловіка у 1831 році вела вкрай легковажний спосіб життя. Вона оточила себе польськими емігрантами і її головним коханцем значився граф Потоцький. Завагітнівши від нього, вона спочатку переховувалася біля Риму, а потім для пологів вирушила до Генуї. Але туди вона не доїхала і померла в Сарцані від внутрішньої кровотечі при пологах. Похована в базиліці Санта Кроче у Флоренція в родинному похованні Бонапартів.